# 간나카촌
간나카촌(神中村)은 돗토리현 도하쿠군에 있던 촌이다. 현재의 도하쿠군 미사사정의 일부에 해당한다.

## 역사
- 1889년 10월 1일 - 정촌제 시행에 의해 무라카미군 간나카촌이 성립하였다.
- 1896년 4월 1일 - 군의 통합에 의해 도하쿠군 간나카촌이 되었다.
- 1917년 11월 1일 - 도하쿠군 오시카촌과 합병해 오시카촌이 존속되었다.

## 참고문헌
- 가도카와 일본 지명 대사전 31 鳥取県
- 『市町村名変遷辞典』東京堂出版、1990年。